# Piłka wodna na Letnich Igrzyskach Olimpijskich 1992
Wyniki turnieju piłki wodnej na Letnich IO w Barcelonie:

## Zestawienie końcowe drużyn
- 1.  Włochy
- 2.  Hiszpania
- 3.  WNP
- 4.  Stany Zjednoczone
- 5.  Australia
- 6.  Węgry
- 7.  Niemcy
- 8.  Kuba
- 9.  Holandia
- 10.  Grecja
- 11.  Francja
- 12.  Czechosłowacja

## Medaliści
| Lp. | Państwo   | Medal |
| --- | --------- | ----- |
| 1   | Włochy    |       |
| 2   | Hiszpania |       |
| 3   | WNP       |       |